# Barcelona Esportivo Capela
Barcelona Esportivo Capela, connu sous le nom de Barcelona ou Barcelona-SP, est un club de football brésilien basé à Socorro, un quartier de São Paulo.
Le club a formé dans ses sections jeunes des joueurs notables, tels que Renato Abreu, Pará, Igor Rocha et Diego Costa.